# 香港大學學生會學苑
學苑（Undergrad），為香港大學學生會內唯一文字媒體，出版同名中文期刊《學苑》，探討各項校園及社會議題，主要版面包括新聞、專題、文藝及專欄。學苑成立於1952年，初期以報章形式出版英文刊物《Undergrad》，主要報道學生活動。自1959年起，改用中文為出版語言，更名為《學苑》。1971年，學苑註冊外銷，其後直至1990年代才恢復免費派發。現時學苑會在Facebook上發佈即時新聞，其內容涵及校園新聞、社會新聞，不時為本地傳媒所引用。

## 歷史
1960-1970年代，不論在社會運動或學生運動上，學苑是香港社會上具影響力的文字傳媒，文章也受廣泛的重視。當時學苑突出的外型尺寸亦成為了這本刊物的特徵。
1960年代，當時香港政府仍以英文作為唯一的官方語文，學苑首度提出中文應與英文並列為官方語文，引發香港當代史上首次維護中文的運動，名為中文運動。
1970年代為香港學生運動最興盛的「火紅年代」，學苑在社運上具相當的影響力。在保衛釣魚台運動、金禧事件、「反貪污，捉葛柏」運動、校政參與等事件上，學苑為學運提供指導思想。
1980年代，香港市民開始關注香港前途問題，並引起對中國民主發展的關心。學苑曾以悲觀的論調，指出若內地政制發展沒有光明，香港的民主將沒有出路，在當時引起一些社會迴響。八十年代末期，學苑為同性戀問題舉辦了研討會，並作為專題報道，協助有關人士爭取社會上平等的權利。
1990年代，令人印象最深刻的，是有關「六四」的特刊。一本名為《五彩石》的特刊於1996年面世，詳實報導八九民運的始末。同期，學苑的報道較集中於大學生在校園生活所遇到的問題，讓同學在學習、宿堂發展和兼職等校園問題作出反思。
2014年2月，時任編輯委員會（澄閣）出版「香港民族 命運自決」專題，文章其後輯錄成書，出版《香港民族論》。
2015年2月底，泓閣編輯委員會出版《學苑六十》，重修學苑多年來的歷史。

## 歷屆编辑委员会著名成員
- 陳婉瑩：香港大學傳媒研究中心總監
- 陳文鴻：香港理工大學中國商業中心總幹事，香港大學亞洲研究中心研究員。
- 呂大樂：香港大學社會學系教授
- 許仕仁：前政務司司長
- 石鏡泉：《經濟日報》副社長
- 劉迺強：資深港區政協委員
- 宋恩榮：香港中文大學經濟學系主任
- 程翔：新加坡《海峽時報》駐中國首席特派員
- 趙來發：資深傳媒人
- 張婉婷：香港著名電影導演
- 潘小濤：商業電台節目主持
- 林和立：時事評論員
- 洪清田：社會學者，香港學創始人
- 黃霑：著名填詞人
- 李啟迪：《香港民族論》作者
- 王俊杰：《香港民族論》作者
- 曾鈺成：政治人物，香港立法會主席
- 朱培慶：前任香港電台台長
- 勞永樂：政治人物，前社會民主連線成員
- 陳弘毅：著名法律學者，現任香港大學法律學院教授
- 何文匯：著名語言學家
- 應耀康：現任運輸及房屋局常任秘書長（房屋）兼房屋署署長
- 陳雅明：香港本土派人士
- 江旻諺：台灣社會運動人士、經濟民主連合研究員

## 代表作
- 《香港民族論》

## 爭議
2015年，時任行政長官梁振英在施政報告之初，大力批評香港大學學生會學苑的「港獨傾向」，招致社會人士非議，指梁振英政府打壓言論、學術自由。

## 外部連結
- 香港大學學生會學苑（官方網站）（页面存档备份，存于）
- 香港大學學生會學苑的Facebook專頁
- 學苑即時新聞的Facebook專頁
- 《學苑》網誌（页面存档备份，存于）